# Boultoumfoutem
Boultoumfoutem (auch: Boultou Fétémi, Boultoum, Boultoum Fétémi, Boultoum Foutem) ist ein Dorf in der Landgemeinde Kellé in Niger.

## Geographie
Das von einem traditionellen Ortsvorsteher (chef traditionnel) geleitete Dorf liegt auf einer Höhe von 445 m am nordöstlichen Rand des Gebirges Koutous. Es befindet sich rund 36 Kilometer nordöstlich des Hauptorts Kellé der gleichnamigen Landgemeinde, die zum Departement Gouré in der Region Zinder gehört. Zu den Siedlungen in der näheren Umgebung von Boultoumfoutem zählen Guirbo im Südosten, Kaïgama im Süden und Azoumba im Südwesten.
Boultoumfoutem ist Teil der Übergangszone zwischen Sahara und Sahel. Die durchschnittliche jährliche Niederschlagsmenge beträgt hier zwischen 200 und 300 mm.

## Geschichte

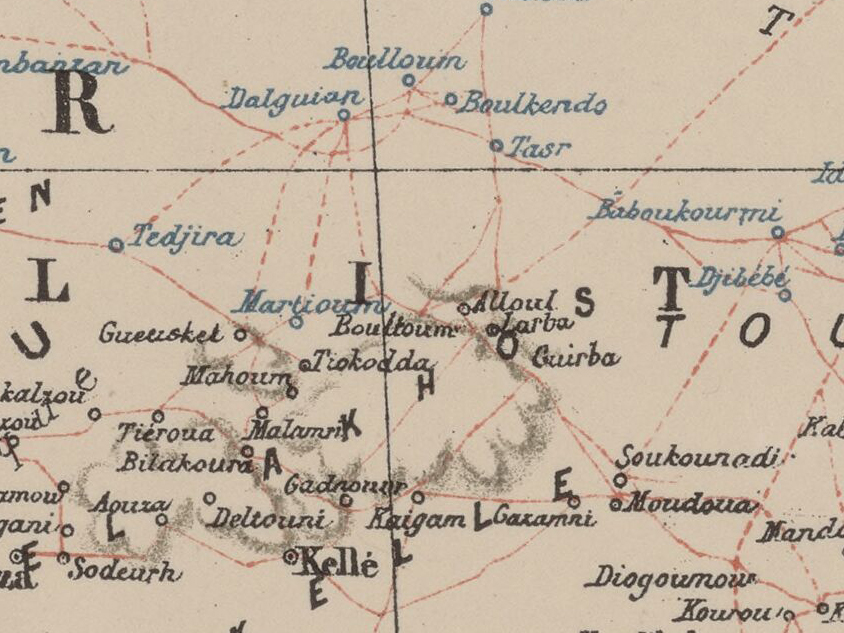
Ausschnitt einer Karte von 1903 mit Boultoumfoutem (Boultoum) im Zentrum

Das Dorf bestand bereits im 19. Jahrhundert. Von hier aus wurden die umliegenden Weiler Boultoum Koura, Guindawa, Kouloudjia und Waléram gegründet, die nach 1945 zu eigenständigen Dörfern mit jeweils eigenen chefs traditionnels wurden.

## Bevölkerung
Bei der Volkszählung 2012 hatte Boultoumfoutem 905 Einwohner, die in 162 Haushalten lebten. Bei der Volkszählung 2001 betrug die Einwohnerzahl 504 in 104 Haushalten und bei der Volkszählung 1988 belief sich die Einwohnerzahl auf 462 in 113 Haushalten.
Boultoumfoutem ist ein Zentrum der ethnischen Gruppe der Dagara. Die Bevölkerungsdichte in diesem Gebiet ist gering und liegt bei unter 10 Einwohnern je Quadratkilometer.

## Wirtschaft und Infrastruktur
Die Siedlung liegt in einem Gebiet der Naturweidewirtschaft, wobei vor allem die Rinder- und Schafzucht wirtschaftlich bedeutend sind. In Boultoumfoutem wird ein Wochenmarkt abgehalten. Der Markttag ist Freitag. Mit einem Centre de Santé Intégré (CSI) ist ein Gesundheitszentrum vorhanden. Das nigrische Unterrichtsministerium richtete 1996 gemeinsam mit dem Welternährungsprogramm der Vereinten Nationen zahlreiche Schulkantinen in von Ernährungsunsicherheit betroffenen Zonen ein, darunter eine für Nomadenkinder in Boultoumfoutem.